# Pèl nasal

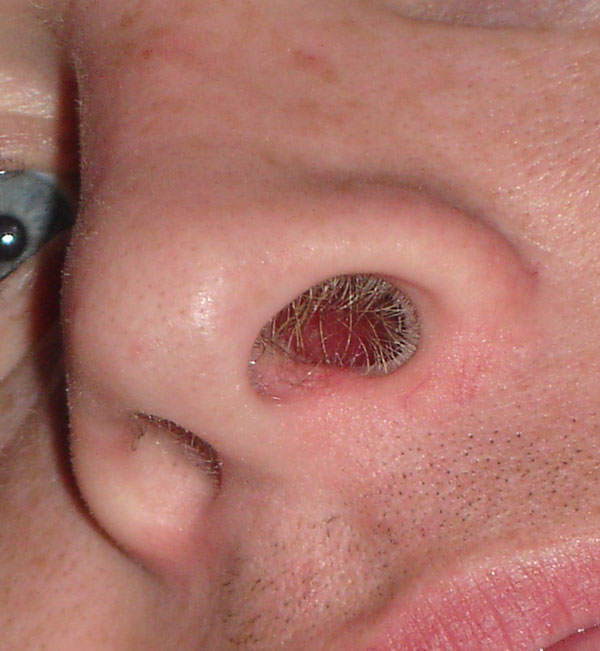
Pèl nasal

El pèl nasal és el pèl del nas. Els humans adults tenen pèls al passatge nasal anterior. Aquests pèls fan la funció de filtre fibrós de les partícules respirades. La difusió de partícules ultrafines al pèl nasal té lloc principalment per partícules de < 5 nm. El pèl nasal és clau en la salut del cos humà perquè si no existís podrien entrar fàcilment partícules perjudicials al sistema respiratori.